# フェリックス・ペーニャ
フェリックス・リカルド・ペーニャ（Félix Ricardo Peña, 1990年2月25日 - ）は、ドミニカ共和国サン・ペドロ・デ・マコリス州サンペドロ・デ・マコリス出身のプロ野球選手（投手）。右投右打。

## 経歴

### プロ入りとカブス時代
2009年にアマチュア・フリーエージェントでシカゴ・カブスと契約してプロ入り。契約後、傘下のルーキー級ドミニカン・サマーリーグ・カブス2でプロデビュー。14試合（先発6試合）に登板して1勝4敗、防御率3.58、38奪三振を記録した。
2010年はルーキー級ドミニカン・サマーリーグ・カブス1でプレーし、20試合（先発1試合）に登板して1勝2敗2セーブ、防御率1.17、38奪三振を記録した。
2011年にアメリカ本土へ渡った。この年はルーキー級アリゾナリーグ・カブスでプレーし、17試合に登板して3勝2敗1セーブ、防御率6.92、32奪三振を記録した。
2012年はA-級ボイシ・ホークスとA級ピオリア・チーフスでプレーし、2球団合計で21試合（先発6試合）に登板して4勝2敗、防御率3.58、52奪三振を記録した。
2013年はA級ケーンカウンティ・クーガーズでプレーし、21試合（先発17試合）に登板して4勝7敗1セーブ、防御率3.92、77奪三振を記録した。
2014年はA+級デイトナ・カブスとAA級テネシー・スモーキーズでプレーし、2球団合計で25試合に先発登板して6勝10敗、防御率4.15、102奪三振を記録した。
2015年はAA級テネシーでプレーし、25試合（先発23試合）に登板して7勝8敗、防御率3.75、140奪三振を記録した。
2016年は開幕からAAA級アイオワ・カブスでプレーし、36試合に登板して3勝4敗3セーブ、防御率3.41、81奪三振を記録した。8月19日にメジャー契約を結んでアクティブ・ロースター入りした。同日のコロラド・ロッキーズ戦でメジャーデビュー。この年メジャーでは11試合に登板して1セーブ、防御率4.00、13奪三振を記録した。
2017年は25試合に登板して1勝0敗、防御率5.24、37奪三振を記録した。レギュラーシーズン終了後の10月4日にDFAとなった。

### エンゼルス時代
2017年10月9日に後日発表選手または金銭とのトレードで、ロサンゼルス・エンゼルスへ移籍した。
2018年は登板3試合目となった6月9日のアリゾナ・ダイヤモンドバックス戦から先発に転向。17試合に先発してクオリティ・スタート（QS）は7試合あったが、勝ち星は3勝（5敗）にとどまった。
2019年は4月下旬からオープナー交代後のロングリリーフの役割を担い、7月12日のシアトル・マリナーズ戦（エンゼル・スタジアム）でテイラー・コールとの継投でのノーヒットノーランを達成した。3回から2番手で登板し、7回を1四球無安打に抑える好投だった。また、オープナーを起用した試合では初のノーヒットノーラン達成であった。この年は22試合に登板して8勝を挙げた。
2021年は開幕後の2試合が2/3回で2失点、1回で5失点と大乱調に陥り、ウェイバー公示を経て、5月11日にマイナー契約で傘下のAAA級ソルトレイク・ビーズへ配属された。AAA級ソルトレイクでも31試合に登板して防御率8点台に終わり、9月23日に自由契約となった。

### メッツ傘下時代
2022年2月22日にニューヨーク・メッツとマイナー契約を結んだ。

### 韓国・ハンファ時代
2022年6月10日、韓国プロ野球のハンファ・イーグルスと契約した。同年はハンファで5勝、2023年は11勝を記録。2024年5月27日、ハンファからウェーバー公示された｡

### 台湾・統一時代
2025年2月2日、台湾プロ野球の統一ライオンズと契約した。

## 投球スタイル
最大の武器はスライダー。横の曲がりが大きいスイーパーであり、右打者を追い込むとこれを使って空振りを誘う。フォーシームもスピン量の多い一級品だが、制球にバラつきがあるため、一発を食いやすい。通常は速球6割、スライダー4割くらいの比率で投げている。ほかにはシンカー、チェンジアップを投げる。

## 詳細情報

### 年度別投手成績
| 年 度    | 球 団    | 登 板 | 先 発 | 完 投 | 完 封 | 無 四 球 | 勝 利 | 敗 戦 | セ 丨 ブ | ホ 丨 ル ド | 勝 率 | 打 者 | 投 球 回 | 被 安 打 | 被 本 塁 打 | 与 四 球 | 敬 遠 | 与 死 球 | 奪 三 振 | 暴 投 | ボ 丨 ク | 失 点 | 自 責 点 | 防 御 率 | W H I P |
| -------- | -------- | ----- | ----- | ----- | ----- | -------- | ----- | ----- | -------- | ----------- | ----- | ----- | -------- | -------- | ----------- | -------- | ----- | -------- | -------- | ----- | -------- | ----- | -------- | -------- | ------- |
| 2016     | CHC      | 11    | 0     | 0     | 0     | 0        | 0     | 0     | 1        | 2           | ----  | 35    | 9.0      | 5        | 1           | 3        | 1     | 0        | 13       | 1     | 0        | 4     | 4        | 4.00     | 0.89    |
| 2017     | CHC      | 25    | 0     | 0     | 0     | 0        | 1     | 0     | 0        | 1           | 1.000 | 155   | 34.1     | 35       | 8           | 18       | 1     | 2        | 37       | 3     | 0        | 21    | 20       | 5.24     | 1.54    |
| 2018     | LAA      | 19    | 17    | 0     | 0     | 0        | 3     | 5     | 0        | 0           | .375  | 389   | 92.2     | 87       | 12          | 28       | 0     | 4        | 85       | 7     | 0        | 45    | 43       | 4.18     | 1.24    |
| 2019     | LAA      | 22    | 7     | 0     | 0     | 0        | 8     | 3     | 0        | 1           | .727  | 407   | 96.1     | 80       | 16          | 34       | 0     | 6        | 101      | 8     | 0        | 56    | 49       | 4.58     | 1.18    |
| 2020     | LAA      | 25    | 0     | 0     | 0     | 0        | 3     | 0     | 2        | 4           | 1.000 | 115   | 26.2     | 27       | 2           | 8        | 0     | 1        | 29       | 3     | 0        | 12    | 12       | 4.05     | 1.31    |
| 2021     | LAA      | 2     | 0     | 0     | 0     | 0        | 0     | 0     | 0        | 0           | ----  | 16    | 1.2      | 7        | 0           | 4        | 0     | 0        | 2        | 1     | 0        | 7     | 7        | 37.80    | 6.60    |
| 2022     | ハンファ | 13    | 13    | 0     | 0     | 0        | 5     | 4     | 0        | 0           | .556  | 293   | 67.2     | 63       | 4           | 30       | 0     | 4        | 72       | 4     | 0        | 33    | 28       | 3.72     | 1.37    |
| 2023     | ハンファ | 32    | 32    | 0     | 0     | 0        | 11    | 11    | 0        | 0           | .500  | 751   | 177.1    | 149      | 14          | 59       | 1     | 18       | 147      | 16    | 4        | 82    | 71       | 3.60     | 1.17    |
| 2024     | ハンファ | 9     | 9     | 0     | 0     | 0        | 3     | 5     | 0        | 0           | .375  | 171   | 37.1     | 41       | 6           | 20       | 0     | 0        | 29       | 1     | 0        | 28    | 26       | 6.27     | 1.63    |
| MLB：6年 | MLB：6年 | 104   | 24    | 0     | 0     | 0        | 15    | 8     | 3        | 8           | .652  | 1117  | 260.2    | 241      | 39          | 95       | 2     | 13       | 267      | 23    | 0        | 145   | 135      | 4.66     | 1.29    |

- 2024年度シーズン終了時

### 年度別守備成績
| 年 度 | 球 団    | 投手（P） | 投手（P） | 投手（P） | 投手（P） | 投手（P） | 投手（P） |
| 年 度 | 球 団    | 試 合     | 刺 殺     | 補 殺     | 失 策     | 併 殺     | 守 備 率  |
| ----- | -------- | --------- | --------- | --------- | --------- | --------- | --------- |
| 2016  | CHC      | 11        | 0         | 0         | 0         | 0         | ----      |
| 2017  | CHC      | 25        | 2         | 5         | 0         | 0         | 1.000     |
| 2018  | LAA      | 19        | 6         | 12        | 0         | 2         | 1.000     |
| 2019  | LAA      | 22        | 5         | 6         | 3         | 0         | .786      |
| 2020  | LAA      | 25        | 2         | 3         | 0         | 0         | 1.000     |
| 2021  | LAA      | 2         | 0         | 0         | 0         | 0         |           |
| 2022  | ハンファ | 13        | 2         | 9         | 2         | 0         | .846      |
| 2023  | ハンファ | 32        | 4         | 18        | 5         | 0         | .815      |
| 2024  | ハンファ | 9         | 0         | 1         | 0         | 0         | 1.000     |
| MLB   | MLB      | 104       | 15        | 26        | 3         | 2         | .932      |

- 2024年度シーズン終了時

### 背番号
- 60（2016年 - 2017年）
- 64（2018年 - 2021年）
- 20（2022年 - 2024年）
- 93（2025年 - ）